# 호르모즈간주
호르모즈간주(페르시아어:استان هرمزگان)는 이란의 한 주이다. 주도는 반다르아바스이다.

## 지리
페르시아만을 중심으로 아라비아반도와 맞닿아 있다. 주요 도시는 반다르아바스, 미나브, 자스크가 있다.

## 주민
서부에는 아랍인이 거주하고 있으며 동부에서는 페르시아인 및 기타 민족이 살고 있다.

## 같이 보기
- 반다르아바스
- 호르무즈 왕국